# Rubén Duarte
Rubén Duarte Sánchez (Almería, 18 oktober 1995) is een Spaans voetballer die doorgaans als centrale verdediger speelt. Hij verruilde RCD Espanyol in juli 2017 voor Deportivo Alavés.

## Clubcarrière
Op dertienjarige leeftijd sloot Duarte zich aan in de jeugdacademie van RCD Espanyol. Daarvoor was hij actief bij Los Molinos en Poli Eijdo. Op 7 januari 2015 debuteerde de centrumverdediger in de Copa del Rey tegen Valencia CF. Hij speelde de volledige wedstrijd, die met 2–1 verloren ging. Een maand later maakte hij zijn opwachting in de Primera División in de thuiswedstrijd tegen Valencia CF. Duarte speelde de volledige wedstrijd mee en zag zijn team met 1–2 het onderspit delven.

## Interlandcarrière
Duarte debuteerde in 2015 op negentienjarige leeftijd in Spanje –21.